# Recensement de la Grèce de 2001
Le recensement de la population de 2001 (en grec moderne : Ελληνική απογραφή 2001), est un recensement de la population, en Grèce, effectué par l'Autorité statistique hellénique, au nom de l'État grec, le 18 mars 2001. Le précédent recensement de la Grèce remonte à 1991. La population réelle, dans l'ensemble de la Grèce, s'élève à 10 934 097 tandis que la densité de population est de 83,1 hab/km2.

### Source de la traduction
- (el) Cet article est partiellement ou en totalité issu de l’article de Wikipédia en grec moderne intitulé « Ελληνική απογραφή 2001 » (voir la liste des auteurs).